# Anastassija Romanowna Sacharjina

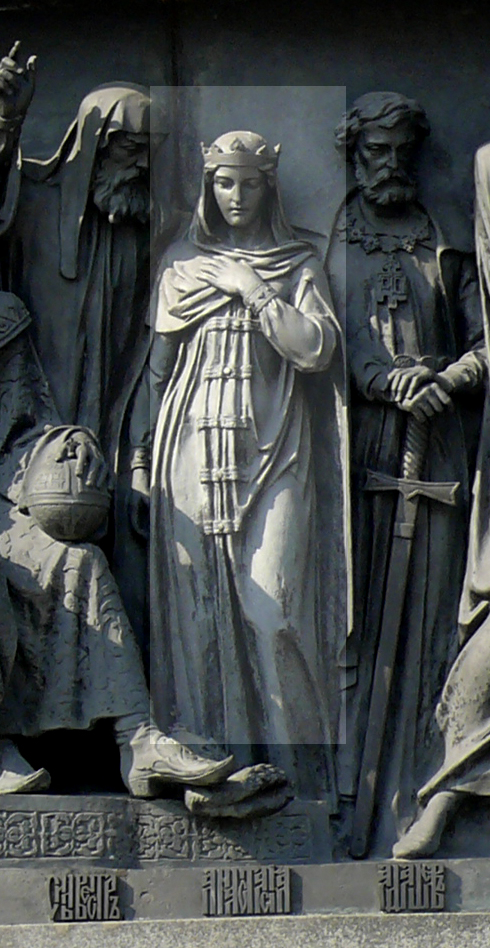
Anastassija auf dem Nationaldenkmal Tausend Jahre Russland in Nowgorod

Anastassija Romanowna Sacharjina-Jurjewa (russisch Анастасия Романовна Захарьина-Юрьева, dt. wiss. Transliteration nach DIN 1460 Anastasija Romanovna Zachar’ina-Jur’eva; * um 1523; † 7. August 1560) war die erste Gemahlin des russischen Zaren Iwan IV., des Schrecklichen, und damit die erste russische Zarin.

## Leben
Sie war die Tochter des Bojaren Roman Jurjewitsch Sacharjin-Jurjew (Роман Юрьевич Захарьин-Юрьев; † 16. Februar 1543), der der späteren Romanow-Dynastie den Namen gab, und dessen Gemahlin Uliana Iwanowna († 1579).
Unter einer in den Kreml geladenen Vielzahl (500–1500) von heiratsfähigen Töchtern nobler russischer Familien wurde sie als Braut von Iwan IV. auserwählt. Die Heirat mit dem Zaren fand am 3. Februar 1547 in der Mariä-Verkündigungskathedrale statt. Iwan IV. hing sehr an ihr, und ihr sagte man einen besänftigenden Einfluss auf sein wechselndes Temperament nach. Im Juli 1560 verfiel sie in eine schwere Agonie, der sie am 7. August erlag. Iwan IV. verdächtigte die ohnehin seit seinen Kindertagen von ihm gehassten Bojaren, seine Frau vergiftet zu haben, und ließ etliche hinrichten, obgleich er keinen Beweis in Händen hielt. Forensische Untersuchungen an ihrem Skelett im 20. Jahrhundert haben inzwischen seinen Verdacht bestätigt, da überaus große Mengen an Quecksilber, Arsen und Blei entdeckt wurden.
Anastassija Romanowna war die Tante Fjodor-Nikititsch-Romanow-Jurjews, des Sohnes ihres Bruders Nikita Romanowitsch Sacharjin-Jurjew, der als Erster den Namen „Romanow“ als Familiennamen annahm. Dieser Fjodor Nikititsch Romanow-Jurjew war damit der Cousin ihres jüngsten eigenen Sohnes und letzten Rurikidenzars Fjodor I. Iwanowitsch – ein Umstand, der nach der Zeit der Wirren die Wahl Michael Romanows zum Zaren im Jahr 1613 in die Wege leitete.

## Kinder
Mit Iwan IV. hatte sie sechs Kinder:
- Anna (* 10. August 1549; † 20. Juli 1550), Prinzessin von Russland,
- Maria (* 17. März 1551; † 1551), Prinzessin von Russland,
- Dimitri (* Oktober 1552; † 6. Juni 1553), Zarewitsch von Russland,
- Iwan (* 28. März 1554; † 19. November 1581), Zarewitsch von Russland,
- Jewdokija (* 28. Februar 1556; † Juni 1558), Prinzessin von Russland,
- Fjodor I. (* 31. Mai 1557; † 17. Januar 1598), Zar von Russland.